# Черёмушкинский район
Черёмушкинский райо́н (с 1983 года по 1988 год Бре́жневский райо́н) — один из районов Москвы, просуществовавший с 1969 по 1991 год.
Территория была присоединена в связи с необходимостью строительства нового жилья для быстрорастущего населения Москвы. Одновременно со строительством домов была построена линия метро. Расположен на юго-западе Москвы. Наряду с жилыми домами в районе были сохранены старинные усадьбы — Воронцово, Ясенево и Узкое. В 1977 году восточная часть района (ограниченная Профсоюзной улицей и проспектом 60-летия Октября, Малым кольцом Окружной железной дороги, Севастопольским проспектом, Херсонской улицей и улицей Намёткина) была отчуждена для образования нового Севастопольского района. В связи с реформой территориального деления в 1991 году ликвидирован.

## Население
| 307 628 | 370 790 | 509 171 |